# Maximum Homerdrive
«Maximum Homerdrive» (рус. Максимум Гомердрайв) — семнадцатый эпизод десятого сезона мультсериала «Симпсоны». Впервые вышел в эфир 28 марта 1999 года.

## Сюжет
После того как Лиза заявила Симпсонам, что собирается бастовать против нового ресторана «Скотобойня», Гомер решает тут же сходить туда. (В ресторане «Скотобойня», кроме Симпсонов-мясоедов, пришли семья доктора Хибберта и Чарльз Монтгонери Бернс с Вейлоном Смитерсом). Там Гомер вызывает на дуэль Рэда Баркли — одного из местных чемпионов по поеданию коровьей вырезки. К сожалению, конкурс по поеданию вырезки Гомер проиграл, но Рэду повезло меньше — из-за испорченного мяса он отравился и умер (на самом деле он умер от мяса, заказанного из другого ресторана). Узнав, что Рэд являлся дальнобойщиком и всегда доставлял груз вовремя, Гомер решает заменить умершего дальнобойщика и вместе с Бартом отправляется в путешествие в Атланту, город, куда ехал Рэд.
Тем временем заскучавшие Мардж и Лиза решают чем-нибудь заняться и покупают в магазине «Сеньор Динь-Дон» музыкальный звонок. Установив его, Мардж решает послушать музыку из звонка. Долгое время никто не звонит и Лиза, не выдержав ожидания, нажимает на кнопку. Звонок оказывается неисправным: работать-то он работает, только не отключается. После нескольких неудачных попыток отключить звонок Мардж обрывает провода в системе, но от этого музыка становится ещё громче и раздражительней. Ночью звонок будит соседей и они приходят к дому Симпсонов, чтобы уничтожить причину раздражительных звуков. Шеф Виггам собрался выстрелить пистолетом по звонку, но тут звонок отключает своим кнутом настоящий Сеньор Динь-Дон, который оказался не рекламным трюком, а настоящим человеком. После этого герой собирается уехать на своей машине, но не может из-за неисправного мотора…
Тем временем Гомер и Барт продолжают своё путешествие. Однажды ночью Гомер уснул за рулём, однако машина не разбилась, а автоматически объехала вокруг крутой горы. Удивленный Гомер рассказывает об этом на заправке. Оказывается, в каждом грузовике есть автопилот, но это большая тайна дальнобойщиков и если Гомер кому-нибудь об этом расскажет, то остальные дальнобойщики убьют его. Неудивительно, что Гомер разбалтывает эту тайну туристам, заметившим Гомера и Барта на капоте машины без водителя. Ехавший рядом дальнобойщик сообщает об этом по рации своим и за Гомером начинается погоня. Гомеру удаётся оторваться от преследователей, и даже без помощи автопилота. И только по прибытии в Атланту Гомер узнаёт, что именно перевозил Рэд: шокеры и нелегальных иммигрантов. Выполнив обещание, Гомер и Барт задумываются о том, как попасть домой. Тут выясняется, что рядом отправляется поезд в Спрингфилд, нагруженный напалмом, и машинист отказывается везти его. Так Гомер становится машинистом…